# Kent Music Report
Kent Music Report era a parada musical oficial da Austrália fundada por David Kent, que existiu durante maio de 1974 até 1988. Após o seu fim, ela foi substituída pela ARIA Charts, que foi criada por Australian Recording Industry Association.